# Tsewangrabtan
Tsewangrabtan (tib.: jun gar tshe dbang rab brtan oder Erdeni Suruqtu Ba'atur Qungtayiji, andere Schreibweise: Tshewang Rabten; * 1643; † Dezember 1727) war ab 1697 Khan des Dsungarischen Khanats. Er regierte am Ili-Fluss und in Gulja, während am Imil und am Zaisan-See sein Vetter (oder Bruder) Tsereng Dondub als Teilherrscher amtierte.

## Geschichte
Tsewangrabtan war der Sohn von Khungtaidschi Sengge und Enkel von Khungtaidschi Batur. Er stellte sich gegen seinen Onkel Galdan Boshigt Khan, als dieser gegen die Mongolen und das Mandschu-Reich zog, da er selbst der Khan werden wollte (1689). Nach Galdans Niederlage verlegte er dessen Truppen den Fluchtweg und lieferte 1698 dessen Sohn, Tochter und Asche dem Mandschu-Kaiser Kangxi aus. Als neuer Herrscher hielt er zunächst bis 1714/5 Frieden mit den Mandschu.
Stattdessen führte er ebenso wie seine Vorgänger Krieg gegen die Kasachen. Als Grund dafür gab er (in einem Schreiben an Kangxi 1698) die Hinrichtung seiner Gesandten durch Tauke Khan an, die Bedrohung einer an ihn gesandten Hochzeitsgesellschaft des Kalmücken-Khans Ayuki und die Plünderung einer russischen Karawane. Im Verlauf seiner Regierung konnte Tsewangrabtan den Kasachen ununterbrochen schwere Niederlagen beibringen: um 1723 hatte er schließlich einen Teil der Großen- und Mittleren Horde unter seine Gefolgschaft gebracht und den Rest zum Abzug nach Samarkand, Khojent, Chiwa oder zur russischen Grenze gezwungen (Zeitalter des „Großen Unglücks“). Dabei plünderten die Dschungaren z. B. 1723–25 die Städte des Syrdarja-Gebietes. 
Des Weiteren versuchte Tsewangrabtan, die stammesverwandten Choschuten wieder unter seine Kontrolle zu bringen. Deren Fürst Lhabzang (auch: Latsang Khan, reg. 1700–1717) entwickelte Ehrgeiz und riss 1705–06 die Macht in Tibet an sich. Tsewangrabtan arrangierte 1714 eine Heirat seiner Tochter mit dessen 
Sohn und tarnte den Feldzug nach Tibet (unter Tsereng Dondub) als Rückführung der Brautleute. Lhabzang erkannte den Trick zu spät, konnte keine Gegenwehr mehr organisieren und wurde getötet (1717). Nun griff der Mandschu-Kaiser in Tibet ein: Kangxi bekam den 7. Dalai Lama Kesang Gyamtsho in seine Hand und organisierte zwei Feldzüge, um ihn ins Amt zurückzuführen. Der erste schlug 1718 fehl, der zweite brachte 1720 die Einnahme von Lhasa durch die Mandschu. Eine weitere Mandschu-Armee marschierte gegen das Dsungarische Khanat und siegte 1720 bei Ürümqi, so dass Tsewangrabtan 1724 Frieden schließen musste. 
Parallel dazu gab es erneute kleinere Zusammenstöße mit den Russen, die ihre Grenze mittels Festungsbaus entlang des Irtysch bis Ust-Kamenogorsk vorschoben und parallel zu den Dschungaren in Sibirien Tribute erhoben. So z. B. entsandten sie 1716 ein Expeditionskorps unter I. Bukholz von Tobolsk über Omsk ins Dschungarengebiet (Tsereng Dondub). Es sollte am See Yamysh Goldvorkommen erkunden, traf aber auf die Dschungaren und wurde zum Rückzug gezwungen. Eine russische Strafexpedition wurde 1720 von Tsewangrabtans Sohn Galdan Tsereng bei Zaisan besiegt. Übrigens diente 1716 bis 1733 ein gefangengenommener schwedischer Sergeant namens J. G. Renat den Dschungaren als militärischer Ratgeber. 
In Vorbereitung einer Auseinandersetzung mit Tsewangrabtan schickte Kangxi 1712–14 eine Gesandtschaft unter Tulisen zu den Russen (Zar Peter I. bzw. Sibiriens Gouverneur M. Gagarin) und zu dem Kalmücken-Khan Ayuki (reg. 1669–1724), der die den Dschungaren stammesverwandte Gruppe der Torguten regierte. Ayuki stand mit Tsewangrabtan auf schlechten Fuß, nachdem dieser einen Hochzeitszug unter Ayukis Sohn Sandschin jahrelang festgehalten und die Eskorte seinen Leuten angegliedert hatte (1701–1704). 
Ferner besetzte Tsewangrabtan 1713 das von rivalisierenden Hodscha-Parteien regierte Kaschgarien, nahm die Rivalen Daniyal und Ahmed gefangen und setzte Daniyal schließlich als alleinigen Regenten in Kaschgarien ein (1720, Residenz in Yarkant). 
Tsewangrabtan wurde 1727 angeblich von einem buddhistischen Geistlichen aus Rache für die Ereignisse in Tibet ermordet. Auf ihn folgte sein Sohn Galdan Tsereng (reg. 1727–1745), der seine Politik fortsetzte.